# Jüdischer Friedhof (Egelsbach)

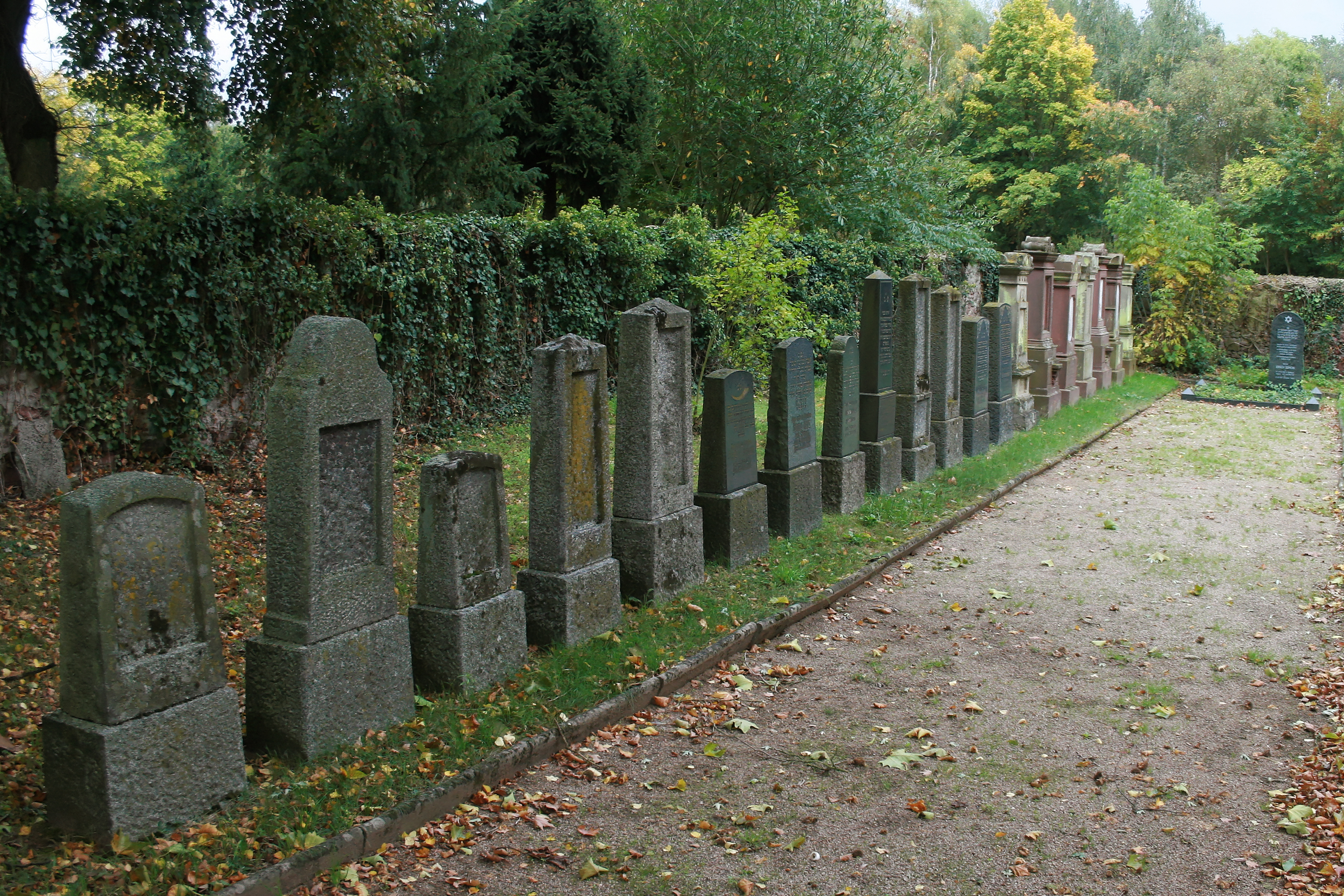
Jüdischer Friedhof in Egelsbach

Der Jüdische Friedhof in Egelsbach, einer Gemeinde im Landkreis Offenbach in Südhessen, wurde 1892 angelegt. Der jüdische Friedhof, direkt neben dem kommunalen Friedhof an der Friedenstraße, ist ein geschütztes Kulturdenkmal.
Der 6,32 ar große Friedhof ist von einer hohen Mauer umgeben. Heute sind noch  etwa 40 Grabsteine (Mazewot) vorhanden.